# Cornelio Repentino
Cornelio Repentino fue un senador romano que estuvo activo en el siglo II. Ostentó diversos puestos durante los reinados de los emperadores Marco Aurelio, Cómodo y Didio Juliano, entre los que se incluían los de cónsul sufecto y prefecto de la Ciudad de Roma.
Repentino era el hijo de Sexto Cornelio Repentino, que fue prefecto de la Guardia Pretoriana durante el reinado de los emperadores romanos Antonino Pío (reinó entre 138 y 161) y Marco Aurelio (reinó entre 161 y 180).

## Carrera
En algún momento antes de 193, cuando el emperador Cómodo fue asesinado, Repentino accedió a un consulado sufecto. Paul Leunissen sugiere que esto fue alrededor del año 188. Leunissen además plantea que una inscripción acéfala y fragmentaria encontrada en El Kef en Túnez ofrece información adicional del cursus honorum de Repentino. Esta inscripción no solo confirma que fue cónsul y prefecto de la ciudad, sino que durante los correinados de Marco Aurelio y Cómodo Repentino fue curator de la Vía Flaminia (hecho que habría tenido lugar entre 117 y 180), y tras otro puesto desconocido (probablemente comandante de una legión) sirvió como gobernador de la provincia imperial de Lusitania. Leunissen fecha el ejercicio de dicha gobernación, independientemente de la identidad de Repentino, probablemente de 185 a 188.
En los primeros meses de 193, Repentino se casó con la hija de Didio Juliano, Didia Clara. Cuando el emperador Pertinax fue asesinado el 28 de marzo, según la  Historia Augusta, Juliano y Repentino se encontraban en el exterior de la sede del Senado donde habían sido convocados encontrándose con las puertas cerradas. Dos tribunos informaron a la pareja de que Tito Flavio Sulpiciano se encontraba en el campamento de la guardia Pretoriana buscando su apoyo para convertirse en emperador; Repentino fue uno de los que animó a Juliano a competir por la púrpura imperial, llevándoles los tribunos al campamento donde Juliano pujó más alto que Sulpiciano convirtiéndose así en emperador (la guardia pretoriana subastó el trono imperial). Una de sus primeras medidas fue nombrar a Repentino prefecto de la Ciudad. A pesar de que Juliano nunca estuvo seguro en el trono, Repentino se mantivo como un ferviente defensor de su suegro durante todo su reinado; según consta él y el prefecto del pretorio Tito Flavio Genial fueron los dos que acompañaron a Juliano hasta el final.
Se desconoce el destino de Cornelio Repentino y su esposa tras la muerte de su suegro.